# 布頓人
布頓人（Orang Buton、Butuni、Butung、부똥、Wolio），是指印尼蘇拉威西島南部布頓島和鄰近島嶼的一些亞族人群。
布頓人有時也被稱為Orang Burung，字面意思是“鳥人”。就像蘇拉威西島的大多數民族一樣，布頓人也是海員和貿易商。在很早以前，布頓人早已使用從只能容納5人較小的船隻到可容納約150噸貨物的大型船隻遷移到馬來群島的所有角落。一般來說，布頓人是一個居住在布頓蘇丹國的社區。當荷蘭殖民統治時間確定的自治被廢止時，王國也在1951年結束。這些地區現在已改為蘇拉威西南部的若干特區和城市。如巴务巴务市，
布頓人除了作為海員，也熟悉農業。種植的農產品包括水稻，玉米，木薯，甘藷，棉花，椰子，檳榔，菠蘿，香蕉，以及日常生活的其他常見需求作物。布頓人以其文化而聞名，直到今天仍然可以看到，馬里吉宮是一個傳統的布頓人房屋，高四層，但不用一枚釘子。